# Marijino oznanjenje
Marijino oznanjenje, Gospodovo oznanjenje, Jezusovo utelešenje je za kristjane dogodek, ko je nadangel Gabrijel Mariji napovedal, da bo čudežno rodila sina Jezusa.
Marijino oznanjenje je tudi praznik, ko se kristjani spominjajo tega dogodka. Praznik Marijinega oznanjenja se praznuje 25. marca po katoliškem in po pravoslavnem koledarju. (Če 25. marec slučajno pride na veliko noč ali velikonočno tridnevje, se praznik Marijinega oznanjenja prestavi za 1 teden - to se je zgodilo npr. leta 2005.)
Po krščanskem izročilu je Marija v času, ko se je zgodilo oznanjenje, živela v Nazaretu in je bila stara le malo čez 13 let. Bila je zaročena s Jožefom (torej mu je bila obljubljena za ženo), vendar pa še nista imela spolnih odnosov, kar se v bibličnem jeziku izraža z besedami, da še ni (s)poznala moža.
Evangelij po Luku podaja naslednji opis dogodka:

V šestem mesecu je Bog poslal angela Gabriela v galilejsko mesto Nazaret, k devici, zaročeni z možem, ki mu je bilo ime Jožef, iz Davidove hiše, in devici je bilo ime Marija. Angel je vstopil k njej in rekel: »Pozdravljena, obdarjena z milostjo, Gospod je s teboj!« Pri teh besedah se je vznemirila in premišljevala, kakšen pozdrav je to. Angel ji je rekel: »Ne boj se, Marija, kajti našla si milost pri Bogu. Glej, spočela boš in rodila sina, in daj mu ime Jezus. Ta bo velik in se bo imenoval Sin Najvišjega. Gospod Bog mu bo dal prestol njegovega očeta Davida in kraljeval bo v Jakobovi hiši vekomaj; in njegovemu kraljestvu ne bo konca.« Marija pa je rekla angelu: »Kako se bo to zgodilo, ko ne poznam moža?« Angel ji je odgovoril: »Sveti Duh bo prišel nadte in moč Najvišjega te bo obsenčila, zato se bo tudi Sveto, ki bo rojeno, imenovalo Božji Sin. Glej, tudi tvoja sorodnica Elizabeta je spočela sina v starosti; in to je šesti mesec njej, ki so jo imenovali nerodovitno. Bogu namreč ni nič nemogoče.« Marija pa je rekla: »Glej, Gospodova služabnica sem, zgôdi se mi po tvoji besedi!« In angel je šel od nje. (Lk 1,26-38)

Po krščanskem prepričanju se je takoj po tem Jezus utelesil kot zarodek v Marijini maternici, zato se praznik Marijinega oznanjena šteje tudi za praznik Jezusovega utelešenja. Po krščanskem verovanju je Jezus kot božji sin obstajal že od začetka časov, vendar v duhovni (netelesni) obliki. Cerkev obhaja praznik Marijinega oznanjenja točno 9 mesecev pred božičem - praznikom Jezusega rojstva, saj traja nosečnost po ljudskem verovanju točno 9 mesecev (v resnici traja nosečnost od spočetja do poroda 8 mesecev in pol; 9 mesecev je čas od zadnje menstruacije do poroda).
Marijino oznanjenje je za kristjane praznik materinstva in se v Rimskokatoliški Cerkvi praznuje tudi kot materinski dan.
Marijino oznanjenje je pogost motiv, ki so ga upodabljali številni znani slikarji.

## Zanimivosti
Po starem krščanskem izročilu je Marijina hiša, kjer se je zgodilo oznanjenje, ostala ohranjena v Nazaretu do konca 13. stoletja. Potem pa ji je grozilo porušenje, zato so angeli dvignili celo hišo in jo prenesli na Trsat (danes del mesta Reka, Hrvaška) kjer je stala od 10. maja 1291 do 10. decembra 1294, ko so angeli hišo prenesli naprej v Loreto. Tam so okoli Marijine hiše postavili cerkev in tako preprečili, da bi jo angeli odnesli še kam drugam. Loreto in Trsat sta dandanes znani romarski poti.

## Marijino oznanjenje v Koranu
Tudi Koran omenja Marijino oznanjenje, saj muslimani priznavajo Mariji pomembno versko vlogo in štejejo Jezusa za pomembnega preroka. Kot zanimivost omenimo, da je angel Gabrijel (ki je sodeloval pri oznanjenju) po verovanju muslimanov tisti angel, ki je pozneje Mohamedu narekoval Koran.

## Galerija
- Oznanjenje (pripisano Melozzu da Forlìju)
- Oznanjenje (Sandro Botticelli, med 1489 in 1490)